# Тарковская, Надежда Карловна
Надежда Карловна Тобилевич-Тарковская (13 марта 1852, село Тимофеевка, теперь Николаевка Кропивницкого района — 11 мая 1882, село Кардашеве) — украинская актриса, жена Ивана Карпенко-Карого (Тобилевича), сестра Александра Карловича Тарковского, тётя Арсения Александровича Тарковского, двоюродная бабушка Андрея Арсеньевича Тарковского.

## Биография
По словам внучки актрисы и составительницы родословной Марины Тарковской, Тарковские происходят из польского шляхетского рода: имеется грамота начала XIX века, по которой прослеживается польская генеалогия; некий Вацлав Тарковский переехал в Российскую империю в конце XVIII века; род Тарковских жил в Западной Украине, потом в Житомирской губернии, потом в Елисаветграде. Также есть версия о том, что Тарковские происходят от дагестанского княжеского рода Тарковских, которую Марина Тарковская называет байкой, не имеющей документальных подтверждений.
Отец Надежды — Карл Матвеевич Тарковский, отставной штабс-ротмистр Новоархангельского уланского полка. Мать — Мария Каетановна Кардасевич, дочь помещика, бывшего штабс-ротмистра Кирасирского принца Альберта Прусского полка.
Родилась 13 марта 1852 года в с. Тимофеевка (ныне — Николаевка Кропивницкого района Кировоградской области), о чём есть запись в книге Благовещенской сельской церкви. Образование получила в Елисаветграде. Принимала участие в работе благотворительного общества, под руководством госпожи Рогальской девушки — дворянки шили белье для сиротского приюта, больницы. Надежда также занималась комплектованием библиотеки на общественных началах.
Познакомилась с Иваном Карповичем Тобилевичем в 1868 году, он пригласил её играть в любительском театральном кружке. В 1869 году, вопреки несогласию родителей, вышла замуж за И. К. Тобилевича (И. Карпенко-Карого).
1870 год — умерли от холеры родители Надежды Карловны. Младший брат Александр перешёл жить в её семью. К ней по наследству перешли земли, на которых позднее (в 1871 году) появится первый дом, его построит Карп Адамович Тобилевич, потом — хутор.
В браке с Иваном Карповичем Тобилевичем (Карпенко-Карым) родила семь детей. Сын Виссарион умер вскоре после рождения. В 1872 году родила дочь Галю, в 1874 году — сына Назара. Продолжает выступать в благотворительных спектаклях Елисаветградского любительского кружка. В 1876 году рожает сына Юрия, потом сына Николая (Мыколу) и дочь Катерину, которые умерли во младенчестве, в 1879 году — дочь Ирину (Орысю).
В 1880 году вместе с мужем и братом Александром в числе других елисаветградских прогрессивных деятелей поднимает общественность, подписывает письмо российскому ученому Александру Пыпину, в котором поднимается вопрос о праве на существование украинского языка.
В 1881 году поехала на лиман под Одессу лечить дочь Галю, простудилась, простуда перешла в туберкулёз лёгких. 11 мая 1882 года умерла, была похоронена в родовом селе Кардашеве.

## Память
20 октября 2007 года в заповеднике-музее Ивана Тобилевича (Карпенко-Карого) «Хутор Надежда», на центральной аллее была открыта стела, посвященная Надежде Карловне Тарковский. Автор — скульптор Виктор Френчко.